# Opuwo
Opuwo est une ville située au Nord Ouest de la Namibie, capitale de la région du Kaokoland. Peuplée de quelque 6 000 habitants, Opuwo est l'une des plus grandes villes de l'extrême Nord Namibien.
Cette ville constitue une étape pour de nombreux voyageurs. Elle est en effet située au cœur d'une région peuplée par les peuples Himbas et Héréros.
Des dizaines de villages Himbas sont éparpillés dans la savane autour de la ville.